# El Kama
El Kama — четвёртый студийный альбом лазер-группы Flame of Life и первый с участием электрогитаристки Amsheah и клавишника Дэмиена Нолана. Выпущен 2 мая 2022 года на люксембургской платформе Jamendo. Промосинглы с альбома — «Auma» и «Nomo Avi Ra» вышли 29 января и 13 февраля соответственно. Это первый релиз группы, записанный не на английском языке.

## Список композиций
| №   | Название       | Автор(ы)      | Длительность |
| --- | -------------- | ------------- | ------------ |
| 1.  | «Spla»         | Flame Of Life | 1:59         |
| 2.  | «Hamae»        | Flame Of Life | 2:06         |
| 3.  | «Emlat»        | Flame Of Life | 2:08         |
| 4.  | «Ara Voregore» | Flame Of Life | 2:04         |
| 5.  | «Maroon»       | Flame Of Life | 3:34         |
| 6.  | «Auma»         | Flame Of Life | 3:15         |
| 7.  | «Lotoshe»      | Flame Of Life | 2:40         |
| 8.  | «Garrom»       | Flame Of Life | 2:26         |
| 9.  | «Nomo Avi Ra»  | Flame Of Life | 3:30         |
| 10. | «Oemai»        | Flame Of Life | 2:47         |
| 11. | «Te Mai Ra»    | Flame Of Life | 5:34         |
| 12. | «Keahi»        | Flame Of Life | 4:32         |
| 13. | «Shah Ama»     | Flame Of Life | 3:04         |
| 14. | «Deort»        | Flame Of Life | 4:13         |

## Участники записи
- Fazer — вокал
- The Bottle — акустическая гитара
- Amsheah — электрогитара
- Dead Flower — бас-гитара
- Arxonix — диджей
- Дэмиен Нолан — клавишные
- The Cowboy — ударные

## Музыкальный стиль
Испанское издание Rock Culture отметило абстрактный характер материала с грязным звуком и элементами восточной музыки. Композиция «Spla» напоминает мантру   и определяет весь последующий материал. Тяжёлая манера пения с тянущимися слогами накладывается на смесь восточных и племенных мотивов инструментала. Периодически группа заигрывает с электроникой, как в треке «Lotoshe». «Garrom» и ряд других композиций близки к гранжу в фирменной манере Flame of Life.
Журнал PVM охарактеризовал El Kama как "калейдоскоп баса, гитары и ударных с определённой космической энергией". Диск демонстрирует многогранность лазера, включая как отсылки к периоду 2015-2016 годов, так и новые вещи. По мнению PVM, энергия альбома обусловлена разнородностью состава Flame of Life: каждый участник коллектива имеет разное происхождение.
Издание The Industry Times отметило, что ориентальные рифы Amsheah, клавишные Дэмиена Нолана и бас-партии Dead Flower хорошо дополняют друг друга.